# Baltasar Càrcer de Ferrera
Baltasar Càrcer de Ferrera   (Catalunya, segle XVI - Flix, 4 de setembre de 1650) va ser un polític i militar català.
L’estiu de 1639 participa en la campanya de Salses integrat en les companyies de Dalmau III de Queralt, comte de Santa Coloma i virrei de Catalunya.
Durant la revolució motiva pel Corpus de Sang (juny 1640) s'alinea amb la Diputació del General. L’agost de 1640 forma part de l’ambaixada al duc de Cardona per queixar-se dels arrests que Juan de Garay estava fent a Perpinyà. En paral·lel, té un paper molt actiu en la Junta de Braços, màxim òrgan de la Catalunya revolucionària.
Càrcer forma part de la comitiva que acompanya el conseller en cap Lluís-Joan de Calders a la Ribera d’Ebre per inspeccionar les defenses catalanes. Com a capità d’una companyia, també participa en la frustrada defensa de Tarragona (desembre 1640). Les seves activitats militars prossegueixen com a sergent major del terç de Santa Eulàlia en les batalles de Martorell i Montjuïc, així com a assessor del conseller Pere-Joan Rossell en el setge de Tarragona (1641).
El 1645 va ser acusat de conxorxar-se contra les autoritats franceses, motiu pel qual va veure’s obligat a refugiar-se al monestir de Ripoll.  Manel Güell considera que en ser destituït i desinsaculat del càrrec d’oïdor reial (15 de maig del 1646), va passar-se al bàndol hispànic. Segons Francisco Pascual de Panno, Cárcer va morir en travessar el riu Ebre, en la batalla de Flix (1650).